# Emmy Internacional 2014
A 42.ª cerimônia de entrega dos International Emmys (ou Emmy Internacional 2014) aconteceu em 24 de novembro de 2014 no Hilton Hotel em Nova York, Estados Unidos, e teve como apresentador o ator Matt Lucas.

## Cerimônia

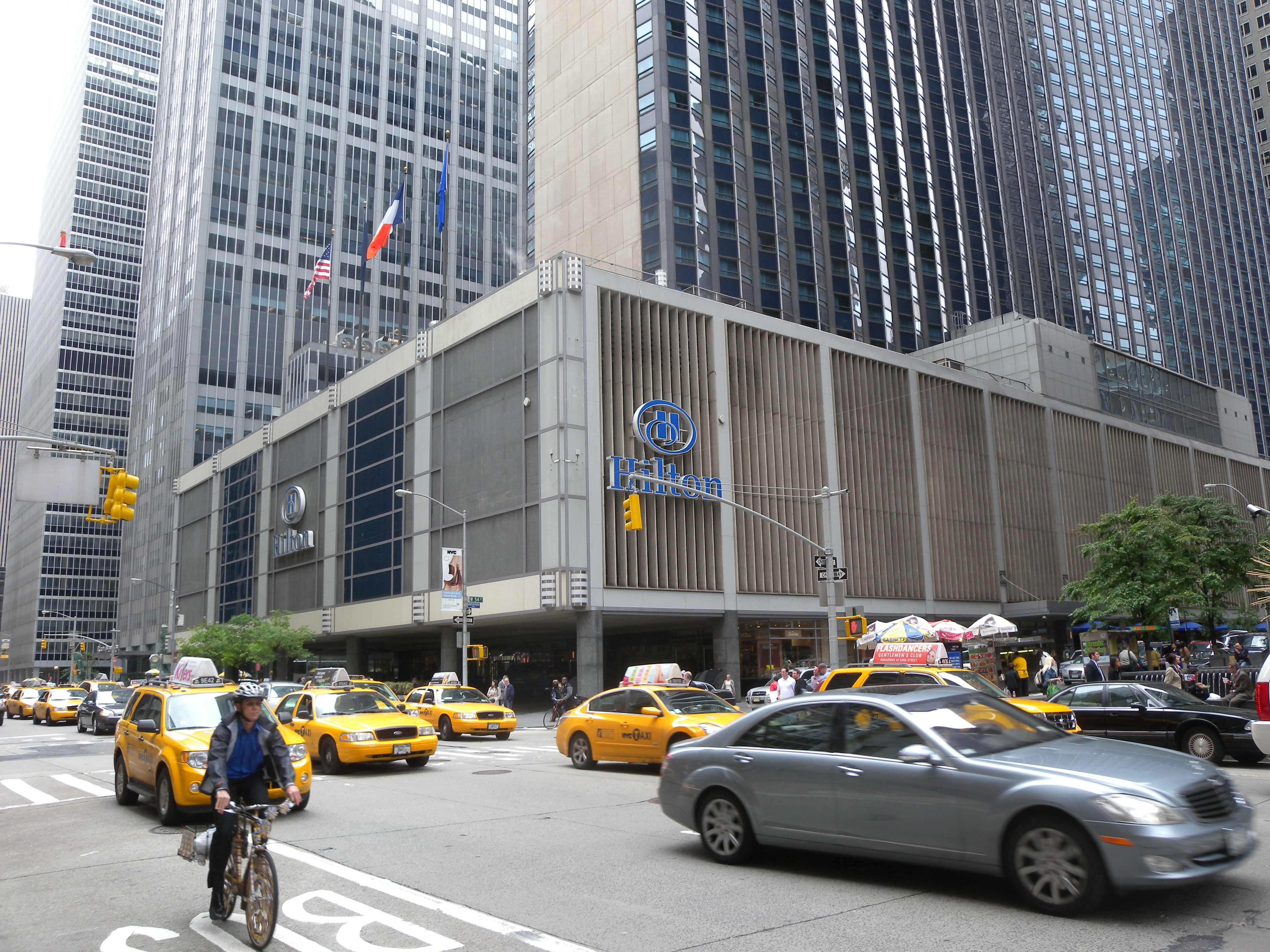
O New York Hilton Hotel localizado na Sexta Avenida, 1335 em Manhattan, o local da cerimônia de entrega do Emmy Internacional.

Os nomeados a 42º edição dos prêmios Emmy Internacional foram anunciados em uma coletiva de imprensa pela Academia Internacional das Artes e Ciências Televisivas em 13 de outubro de 2014 na feira MIPCOM, em Cannes, França. Considerado o maior evento do mercado televisivo no mundo, o Emmy Internacional tem por missão reconhecer a excelência de conteúdo produzido exclusivamente para TV fora dos Estados Unidos, além de produções de língua não inglesa feitas para a TV americana.
Na edição 2014 da cerimônia, foram selecionados 40 finalistas de 19 países, que concorreram ao prêmio em 10 categorias. O grupo de jurados é formado por profissionais de diversos países, que se candidatam à função e são selecionados pela Academia.
Entre os países lusófonos, o Brasil disputou o Emmy nas categorias de melhor comédia com A Mulher do Prefeito (Rede Globo), programa artístico com Alexandre e Outros Heróis (telefilme) (Rede Globo), telenovela com Joia Rara (Rede Globo), documentário com De Volta do Canal Futura e programa sem roteiro com O Infiltrado do History Channel.
Portugal concorreu na categoria telenovela, com Belmonte da rede TVI.
Durante a cerimônia, a Academia Internacional homenageou o criador da série Mad Men, o roteirista Matthew Weiner, com o Founders Award, e o brasileiro Roberto Irineu Marinho, presidente do Grupo Globo, com o Emmy Directorate Award.

### Apresentadores
O seguinte indivíduo foi escolhido para ser anfitrião da cerimônia:
- Matt Lucas

Os seguintes indivíduos foram escolhidos para entregar os prêmios:
| Apresentadores                                  | Categoria                                              |
| ----------------------------------------------- | ------------------------------------------------------ |
| 50 Cent                                         | Melhor Programa Artístico                              |
| Carrie Preston                                  | Melhor Ator                                            |
| Amir Arison                                     | Melhor Atriz                                           |
| Ben Shenkman                                    | Melhor Comédia                                         |
| Laverne Cox                                     | Melhor Documentário                                    |
| Darby Stanchfield                               | Melhor Série Dramática                                 |
| Caroline Kebekus                                | Melhor Programa de Entretenimento sem Roteiro          |
| Erin Richards                                   | Melhor Telenovela                                      |
| Megan Follows                                   | Melhor Telefilme/Minissérie                            |
| Annet Mahendru                                  | Melhor Programa no Horário Nobre em língua não-inglesa |
| Christina Hendricks e John Slattery             | Emmy Founders Award                                    |
| Rupert Murdoch, Gloria Pires e Milton Gonçalves | Emmy Directorate Award                                 |

## Vencedores e nomeados
| Melhor Ator | Melhor Atriz |
| --- | --- |
| - Stephen Dillane em The Tunnel - () (Sky Atlantic/Canal+) - Claude Legault em 19-2 - () (Société Radio-Canada) - Xiubo Wu em The Orphan of Zhao - () (CCTV) - Pablo Rago em Televisión por la Justicia - () (ON TV Contenidos) | - Bianca Krijgsman em De Nieuwe Wereld - () (Omroep NTR) - Tuba Büyüküstün em 20 Dakika - () (Ay Yapım) - Olivia Colman em Broadchurch - () (ITV) - Romina Gaetani em Televisión por la Justicia - () (ON TV Contenidos) |
| Melhor Telenovela | Melhor Série Dramática |
| - Joia Rara - () (Rede Globo) - Belmonte - () (TVI) - My Husband's Lover - () (GMA Network) - 30 vies - () (Aetios Productions)                                                                                                 | - Utopia - () (Channel 4) - Prófugos - () (HBO Latin America) - The Tunnel - () (Sky Atlantic/Canal+) - Yae no Sakura - () (NHK)                                                                                         |
| Melhor Filme para TV ou Minissérie | Melhor Programa Artístico |
| - Generation War - () (ZDF/TeamWorx/Beta Film) - Alexandre e Outros Heróis - () (Rede Globo) - An Adventure in Space and Time - () (BBC) - Radio - () (NHK)                                                                     | - The Exhibition - () (Super Channel) - El otro me importa - () (Encuentro) - Nonfiction W: Picture Book Touch, Feel, and Fragility - () (WOWOW) - The Wagner Files - () (SWR)                                           |
| Melhor Série de Comédia | Melhor Documentário |
| - Wat Als? - () (2BE) - Please Like Me - () (ABC) - Late Nite News with Loyiso Gola - () (eNCA) - A Mulher do Prefeito - () (Rede Globo)                                                                                        | - Frihet bakom galler - () (SVT/NHK/NRK) - De Volta - () (Canal Futura) - Phantoms of the Border - () (TV Chosun) - No Fire Zone: The Killing Fields of Sri Lanka - () (Channel 4)                                       |
| Melhor Programa de Entretenimento sem Roteiro | Melhor Programa Não Anglófono do Horário Nobre |
| - Educating Yorkshire - () (Channel 4) - MasterChef China - () (Dragon TV) - Missie Mosango - () (Geronimo Productions) - O Infiltrado - () (History)                                                                           | - El señor de los cielos - () (Telemundo) - Pasión prohibida - () (Telemundo) - La patrona - () (Telemundo) - Temple de Acero - () (National Geographic)                                                                 |

## Maior número de nomeações
Por país
- Reino Unido — 7 nomeações
- Brasil — 5 nomeações
- Argentina — 3 nomeações
- Canadá — 3 nomeações
- Japão — 3 nomeações
- Bélgica — 2 nomeações
- China — 2 nomeações

Por rede
- Channel 4 — 3 nomeações
- Rede Globo — 3 nomeações
- Sky Atlantic / Canal+ — 2 nomeações
- Canal 9 — 2 nomeações
- Ici Radio-Canada Télé — 2 nomeações
- NHK — 2 nomeações

## Maior número de prêmios
Por país
- Reino Unido — 3 prêmios

Por rede
- Channel 4 — 2 prêmios